# Ted Winter
Ted Winter (eigentlich Edwin Jeffery Winter; * 25. Januar 1909 in Canbelego, New South Wales; † 2. Juni 2009 in Springwood, New South Wales) war ein australischer Stabhochspringer.
Bei den British Empire Games 1938 in Sydney wurde er Fünfter.
1947 und 1948 wurde er Australischer Meister. Seine persönliche Bestleistung von 3,93 m stellte er 1939 auf.